# 弘前市立百沢小学校
弘前市立百沢小学校（ひろさきしりつ ひゃくざわしょうがっこう）は、青森県弘前市百沢字寺沢にあった公立小学校。2017年度（閉校時点）の在籍者数は10名。

## 沿革
- 1876年（明治9年）6月22日 - 百沢小学として創立。
- 1882年（明治15年） - 百沢村字寺沢18番地に校舎新築移転。
- 1887年（明治20年） - 常盤野小学を併合し、百沢簡易小学校と改称。
- 1892年（明治25年） - 百沢尋常小学校と改称。同時に常盤野に常盤野分校が設置。
- 1903年（明治36年）8月 - 百沢字寺沢41番地に校舎新築移転。
- 1941年（昭和16年）4月1日 - 国民学校令により、百沢国民学校と改称。
- 1947年（昭和22年）4月1日 - 学校教育法(旧法)施行により、岩木村立百沢小学校と改称。同日、常盤野分校に併設して、岩木中学校常盤野分校が開校。
- 1952年（昭和27年）
  - 4月1日 - 百沢小学校常盤野分校・岩木中学校常盤野分校が独立して常盤野小・中学校となる。
  - 12月29日 - 百沢字寺沢88番2号に校舎新築移転。
- 1961年（昭和36年）2月1日 - 岩木村の町制施行により、岩木町立百沢小学校と改称。
- 1994年（平成6年） - 現在地に新校舎が完成。
- 2006年（平成18年）2月27日 - 岩木町が弘前市に合併された事により、弘前市立百沢小学校と改称。
- 2012年（平成24年） - 児童数減少により、完全複式学級に移行。
- 2017年（平成29年）11月15日 - 本校体育館にて、閉校式挙行。
- 2018年（平成30年）
  - 3月16日 - 最後の卒業式挙行。最後の卒業生は、女子児童4名[1]。
  - 3月31日 - 岩木小学校に統合され、閉校。

## 学区
百沢の一部、高岡
- 冬季の体育では、学区に抱える百沢の岩木山百沢スキー場を活用し、スキーの授業がある。

## 交通
- 弘南バス 「百沢東口」バス停下車
  - 弘前 - 枯木平線
  - 高岡経由　弘前 - いわき荘（百沢スキー場）線
  - 高岡経由　三本柳 - 義塾高校線